# هوراس ميريل
هوراس ميريل هو لاعب هوكي الجليد كندي، ولد في 30 نوفمبر 1884 في تورونتو في كندا، وتوفي في 24 ديسمبر 1958.

## وصلات خارجية
- هوراس ميريل على موقع دوري الهوكي الوطني (الإنجليزية)
- هوراس ميريل على موقع EliteProspects.com (الإنجليزية)
- هوراس ميريل على موقع HockeyDB.com (الإنجليزية)
- هوراس ميريل على موقع Hockey-Reference.com (الإنجليزية)